# Robert Andrews (résident)
Pour les articles homonymes, voir Robert Andrews et Andrews.
Robert Andrews, (né en 1763 - mort le 13 novembre 1821), est le seul du résident et super-intendant du Ceylan britannique, après que ce poste soit occupé par des gouverneurs militaires, et avant qu'il ne le soit par des gouverneurs nommés par la couronne britannique.

## Biographie
Robert Andrew était membre de la Compagnie britannique des Indes orientales depuis 1778, dans le Service civil de Madras : il y travailla en tant que juge de la Cour d'Appel.